# Tanya Chisholm
Tanya Chisholm (* 1. Juli 1983) ist eine US-amerikanische Schauspielerin und Tänzerin, bekannt durch ihre Rolle als Marcie im Film Natürlich blond 3 – Jetzt geht’s doppelt weiter und als Kelly Wainwright in der Fernsehserie Big Time Rush.

## Leben
Tanya Chisholm besuchte nach ihrem Schulabschluss die Westminister Academy und schloss im Jahr 2001 dort ihre Ausbildung ab. Anschließend besuchte sie die Universität von Kalifornien in Los Angeles, wo sie 2005 ihr Studium abschloss. Während ihrer Studienzeit war sie Mitglied in der Studentenverbindung Delta Gamma. Ihre ersten Rollen hatte sie 2006 in Veronica Mars und ein Jahr später in den CBS-Serien Ghost Whisperer – Stimmen aus dem Jenseits und Cold Case – Kein Opfer ist je vergessen. 2007 war sie außerdem als Jackie im Disney Channel Original Movie High School Musical 2 und in einer Gastrolle in der Disney-Sitcom Einfach Cory zu sehen. 2009 stand sie für die Fortsetzung zu Natürlich blond, Natürlich blond 3 – Jetzt geht’s doppelt weiter, unter anderem neben Camilla und Rebecca Rosso und in der Filmkomödie Fired Up! vor der Kamera.
Von 2009 bis 2013 übernahm sie in der Nickelodeon-Jugendserie Big Time Rush die Rolle der Kelly Wainwright. Während sie dort in der ersten Staffel noch eine Nebenrolle spielte, wurde sie mit dem Beginn der zweiten Staffel zur Hauptdarstellerin befördert. Die Rolle der Kelly Wainwright übernahm sie 2012 auch im dazugehörigen Fernsehfilm Big Time Movie.

## Filmografie (Auswahl)
- 2006: Veronica Mars (Fernsehserie, zwei Episoden)
- 2007: Ghost Whisperer – Stimmen aus dem Jenseits (Ghost Whisperer, Fernsehserie, Episode 2x15)
- 2007: Cold Case – Kein Opfer ist je vergessen (Cold Case, Fernsehserie, Episode 4x17)
- 2007: High School Musical 2 (Fernsehfilm)
- 2007: Einfach Cory (Cory in the House, Fernsehserie, Episode 2x01)
- 2009: Natürlich blond 3 – Jetzt geht’s doppelt weiter (Legally Blondes)
- 2009: Fired Up!
- 2009–2013: Big Time Rush (Fernsehserie, 72 Episoden)
- 2012: Big Time Movie (Fernsehfilm)
- 2013: Rizzoli & Isles (Fernsehserie, Episode 4x02)
- 2015: Confessions of a Prodigal Son
- 2016: Bellman Chronicles: Hollywood (Fernsehserie, Episode 1x02)
- 2016: Diagnosis Delicious
- 2017: An Accidental Zombie (Named Ted)
- 2019: Lost Angeles